# 양동인
양동인(梁東仁, 1953년 6월 3일 ~ )은 대한민국의 정치인이다. 제39·42대 경상남도 거창군수이었다.

## 학력
- 1959.03 ~ 1965.02 거창국민학교 졸업
- 1965.03 ~ 1968.02 거창중학교 졸업
- 1968.03 ~ 1971.02 동래고등학교 졸업
- 1972.03 ~ 1976.02 부산대학교 법정대학 행정학과 졸업

## 경력
- 2001.01 ~ 2003.04 제53대 거창경찰서 서장
- 2003.04 ~ 2004.01 제49대 김해경찰서 서장
- 2005.07 ~ 2006.07 제33대 서울서부경찰서 서장
- 2006.07 ~ 2007.07 제61대 함양경찰서 서장
- 2007.07  ~ 2007.11 경상남도 지방경찰청 정보통신담당관(명예퇴직)
- 2008.06 ~ 2010.06 제39대 경상남도 거창군수
- 2009.03.23 한나라당 복당
- 2010.05.01 한나라당 탈당
- 2016.04 ~ 2018.06 제42대 경상남도 거창군수
- 2017.07.06 더불어민주당 입당
- 2019.10.07 더불어민주당 탈당

## 전과
- 업무방해, 폭력행위등처벌에관한법률위반(공동주거침입): 벌금 5,000,000원 - 2018년 11월 21일 선고[1]

## 수상
- 2006 제14회 대한민국 서예전람회 입선
- 2007 제15회 대한민국 서예전람회 입선
- 2009 제17회 대한민국 서예전람회 입선
- 2010 제18회 대한민국 서예전람회 입선
- 2011 제19회 대한민국 서예전람회 입선
- 2012 제20회 대한민국 서예전람회 특선
- 2013 제21회 대한민국 서예전람회 입선
- 2015 제23회 대한민국 서예전람회 입선

## 역대 선거 결과
|  | 31.62% |

|  | 19.39% |

|  | 33.07% |

|  | 26.69% |

|  | 45.96% |